# Polyrhachis gagates
Polyrhachis gagates är en myrart som beskrevs av Smith 1858. Polyrhachis gagates ingår i släktet Polyrhachis och familjen myror. Inga underarter finns listade i Catalogue of Life.